# زاميا أرجوانية
زاميا أرجوانية (الاسم العلمي:Zamia purpurea) هي نوع من النباتات تتبع جنس الزاميا من الفصيلة الزامية.